# ويل بارتولوميو
ويل بارتولوميو (بالإنجليزية: Will Bartholomew)‏ هو لاعب كرة قدم أمريكية أمريكي، ولد في 1 أكتوبر 1978.